# Wrzesiny-Kolonia
Wrzesiny-Kolonia – część wsi Wrzesiny w Polsce, położona w województwie łódzkim, w powiecie łaskim, w gminie Sędziejowice.
W latach 1933–1953 Wrzesiny-Kolonia stonowiły gromadę w gminie Pruszków. 22 czerwca 1953 gromadę Wrzesiny-Kolonia zniesiono, włączając ją do gromady Marzenin w gminie Pruszków.
W latach 1975–1998 miejscowość należała administracyjnie do województwa sieradzkiego.